# Karel Keber
Karel Jožef Marija Keber, slovenski slikar, * 4. november 1764, Gorica, † 10. junij 1810, Gorica.
Rodil se je očetu Janezu in materi Luciji (roj. Orzan). Ljudsko šolo in gimnazijo je obiskoval v rojstnem kraju in se nato v Benetkah z gmotno pomočjo krstnega botra grofa Karla Strassolda izučil slikarstva. Kot slikar je v letih 1788−1793 deloval v Gorici Bil je prvi učitelj Jožefu Tomincu. in ga kot obetajočega slikarja priporočil grofu Francescu della Torre-Valassini. Keber je največ slikal nabožne slike, leta 1797 je ustvaril portret omenjenega grofa, sicer pa vsa njegova dela še niso ugotovljena.